# Schlich (Jüchen)
Schlich ist ein Ortsteil der Stadt Jüchen im Rhein-Kreis Neuss in Nordrhein-Westfalen. Er liegt 3,5 km nordöstlich vom Kernort Jüchen.
Am 30. Juni 2010 hatte der Ort 257 Einwohner, die auf einer Fläche von etwa 0,5 km² lebten. Es sind ein kleiner Fußballplatz und ein Kinderspielplatz vorhanden. Eines der jährlichen Highlights im Dorf ist das mehrtägige Schützenfest. Es gibt auch noch einige andere familienfreundliche Feste im Laufe des Jahres.